# Paulínia
Paulínia es un municipio brasileño del Estado de São Paulo. Se localiza en la Región Metropolitana de Campinas, en la microrregión de Campinas en las Coordenadas 22°45′40″S 47°09′15″O / -22.76111, -47.15417. El principal acceso a la ciudad es por la Rodovia Anhangüera a la altura del kilómetro 103. Es la sede de Replan, la mayor refinería de petróleo que posee Petrobras en términos de producción.

## Límites
- Norte - Cosmópolis
- Norte y este - Holambra
- Sur y este - Campinas
- Este - Jaguariúna
- Sur - Sumaré
- Oeste - Nova Odessa y Americana

## División administrativa
La ciudad comprende un distrito (Betel) e varios barrios, como el São José.